# 진보당 조봉암 사건
진보당 사건(進步黨事件) 또는 조봉암 사건(曺奉岩事件)은 1959년 7월 조봉암을 비롯한 진보당 간부들을 국가변란, 간첩죄 혐의로 체포하여 조봉암을 사형 집행한 사건이다. 2011년 1월 대법원은 이 사건에 대해 무죄를 선고하였으며, 현대사에서 대표적인 사법 살인으로 평가받고 있다.

## 사형 판결까지의 전개
1952년 8월 5일의 제2대 대통령선거에서 79만 7504표를, 1956년 5월 15일의 제3대 대통령선거에서는 무려 216만 3808표를 얻은 조봉암이 1956년 11월 10일 진보당을 결성하고 지방에서 지역당 조직을 확대해 가자 이승만 정권은 정치적 위협을 느꼈다.
1956년 이승만은 국무회의에서 "조봉암은 아직도 공산당원이 틀림없다. 이러한 위험분자는 제거되어야 할 것이다."라고 발언하는 등 조봉암과 뚜렷한 대립관계에 있었다.
1958년 1월 9일 서울시 경찰국은 “김달호, 박기출, 조규희, 이동화 등이 사회주의제도로 개혁하고 정부를 변란 할 목적 하에 진보당을 창당 조직하고, 북한 괴뢰집단과의 협상으로 무력재침의 선전구호인 평화통일공작에 호응하여 정부전복을 기도하고 있다.”는 ‘국가보안법 위반 피의사건 인지보고’를 하였다.
1958년 1월 12일 민의원 총선거를 4개월 앞두고 서울시 경찰국은 조규희, 윤길중, 김달호, 이동화 등 진보당 간부들을 체포하였다.
1958년 1월 13일 조봉암은 자진출두 도중 국가보안법 위반 혐의로 검거되었다.
1958년 1월 14일 이승만은 "조봉암은 벌써 조치되었어야 할 인물이다. 이런 사정은 조사가 완료될 때까지 외부에 발표하지 말아야 할 것이야."라고 말했다.
1958년 10월 25일 조봉암에게 사형이 선고되자 이승만은 "(징역 5년을 선고한 1심 판결은) 말도 안 되며 그때에 판사를 처단하려 하였으며, 헌법을 고쳐서라도 이런 일이 있어서는 안 된다"고 말했다.
1959년 2월 27일 12시 20분 김세완 대법관을 재판장으로 김갑수 대법관, 주심 허진·백한성·변옥주 등 대법관 배석 오제도 검사관 외 변호인단이 입회한 가운데 진보당사건의 최종심 언도되었다. 재판부는 조봉암·양명산에 사형을 김달호 등 15명엔 무죄를 언도하였다.
1959년 7월 30일 조봉암이 대법원 판결에 대해 재심을 청구하였으나 기각되었다.
1959년 7월 31일 조봉암에 대한 사형이 집행되었다.

## 대법원 재심 무죄 판결 (2011)
2006년 7월 4일 조봉암의 장녀 조호정은 진실·화해를위한과거사정리위원회(이하 진실화해위)에 진실규명을 신청하였다.
2007년 9월 27일 진실·화해를 위한 과거사정리위원회는 조봉암에 대한 사과와 피해구제, 명예회복을 위한 적절한 조처를 국가에 권고했다.
2008년 8월 조봉암의 유족들이 재심을 청구하였다.
2011년 1월 20일 대법원 전원합의체(주심 박시환 대법관)는 진보당의 당수로 북한과 내통해 평화통일을 주장했다는 혐의로 처형된 죽산 조봉암(1899~1959·사진)의 재심사건 선고 공판에서 대법관 13명 전원 일치 의견으로 무죄를 선고했다. 1959년 7월 31일 조봉암이 형장의 이슬로 사라진 지 52년 만이었다. 대법원은 당시 법원의 법률적용이 잘못됐고 유일한 증거인 관련자의 자백 또한 감금과 약물투여 등으로 인한 것으로 임의성을 인정할 수 없기 때문에 무죄를 선고한다고 판시했다.

## 명예회복 활동 (2011~2019)
2011년 무죄 선고 직후, 조봉암의 문중은 국가보훈처에 조봉암에 대한 독립유공자 서훈 신청을 냈지만 친일 흔적이 있다는 이유로 반려됐다. 1940년 1월 매일신보에 실린 '인천부 본정 내외미곡직수입 성관사 조봉암 방원영'이라는 광고와 이듬해 12월 같은 신문에 실린 '인천 서경정에 사는 조봉암씨는 휼병금(장병 위로금) 150원을 냈다'는 내용의 기사가 그 이유였다. 2015년 낸 재심 신청도 같은 이유로 받아들여지지 않았다. 국가보훈처는 지난해 자체 심의를 했다며 유족 측에 의견을 알려왔지만 역시나 결과는 바뀌지 않았다. 2019년 조봉암의 손녀 이성란씨는 "유족들은 더는 서훈 신청은 하지 않을 것"이라며 "왜곡된 신문에 나온 단편적인 한 줄짜리 기사를 가지고 친일 행위로 매도하는데 이 상황에서 서훈 신청을 또 하는 것은 할아버지에게 오히려 누가 되는 행위라고 본다"고 질타했다.

## 구소련 문서의 내용 (2020)
《주간조선》은 이휘성 국민대 선임연구원의 글을 실었다. 그는 기밀 해체된 소련 문서에서 1968년 김일성이 소련 각료회의 부의장 드미트리 폴랸스키에게 진보당을 지원한 바 있다고 언급한 내용이 존재한다고 밝혔다. 그러나, 이러한 문서를 다룬 학술 논문이 존재하지 않는다는 점, 그리고 문서 내용에 실려져 있는 김일성의 발언 중 몇몇 틀린 사실(날짜와 기타 수치들)이 드러난다는 점에서 증거 요건을 충족하기 어렵다.